# Walter Merz (Feuerwerker)
Walter Merz (* 1. Februar 1906 in Schramberg (Schwarzwald); † 4. Dezember 1978 in Hamburg) war ein deutscher Feuerwerker.

## Werdegang

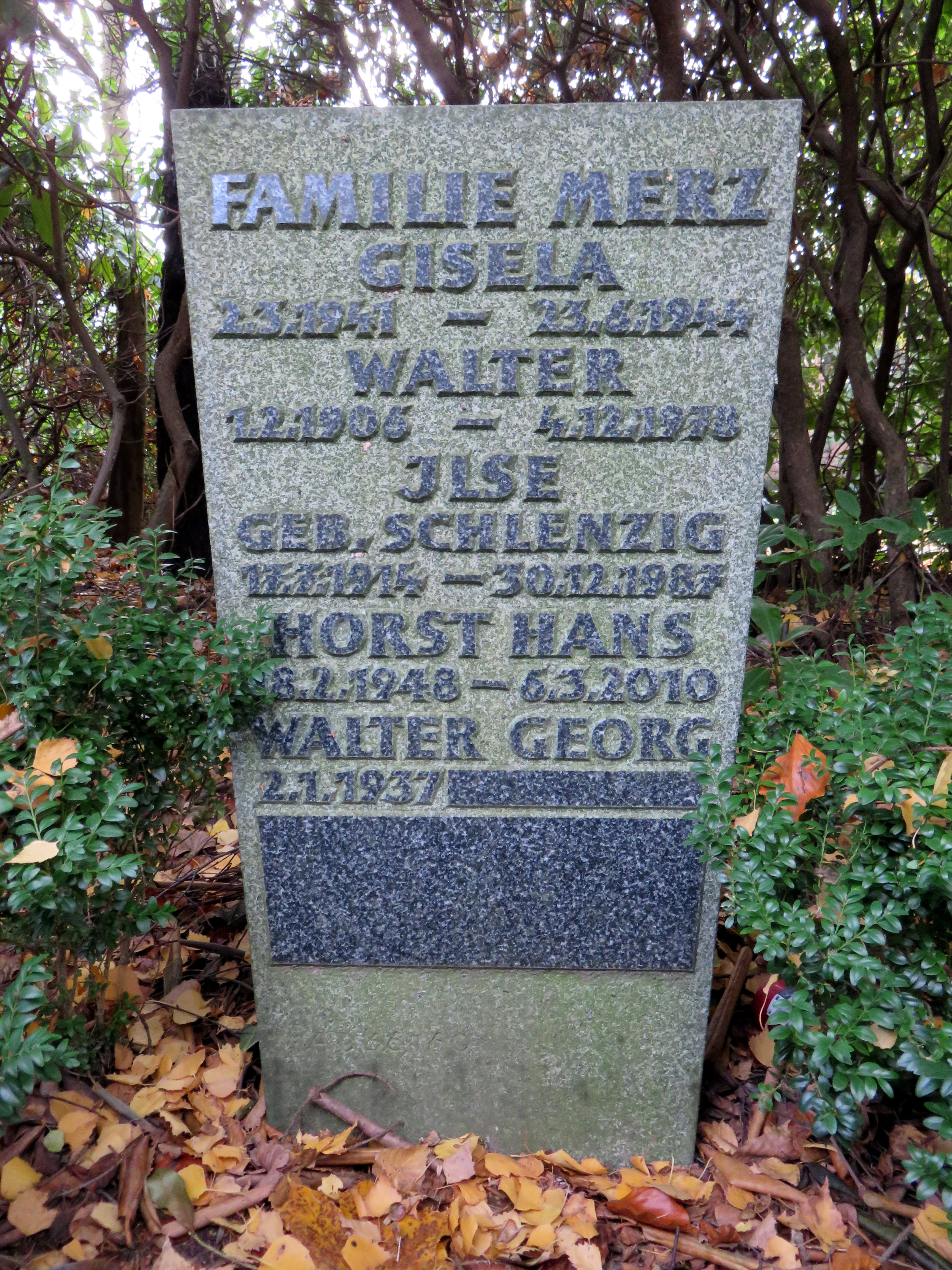
Grabstein Walter Merz auf dem Ohlsdorfer Friedhof

Als 34-jähriger Maschinenbauingenieur ging Merz 1940 zur Fliegerwaffentechnischen Schule der Luftwaffe in Halle (Saale) und bildete dort Waffenwarte und Feuerwerker aus.
1943 meldete er sich freiwillig als Sprengkommandoführer zum Einsatz im Ruhrgebiet, wurde dann im November 1944 nach Hamburg versetzt. Dort begann er 1945 als „Vorarbeiter“ eines Munitions- und Bombenräumtrupps und wurde später Leitender Sprengmeister der Hamburger Blindgängerräumung im Tiefbauamt der Baubehörde. Durch seine zahlreichen Blindgänger-Entschärfungen von 1945 bis 1961 wurde Sprengmeister Walter Merz in Hamburg sehr populär. Nach seinen Angaben machte er insgesamt etwa 4500 Sprengbomben aller Kaliber unschädlich bzw. sprengte sie ohne Schadensverursachung, was als Weltrekord betrachtet wird.
In Anerkennung seiner Leistungen wurde ihm schon 1951 die hamburgische Ehrendenkmünze in Silber verliehen.
Am 1. Januar 1962 trat Merz in den Ruhestand und war noch international als Gutachter tätig. Seine Aufgaben in Hamburg übernahm Erich Frodermann.
1978 erlitt Merz eine Verletzung an der Wirbelsäule und starb am 4. Dezember im Krankenhaus St. Georg. Er wurde auf dem Ohlsdorfer Friedhof in Hamburg im Planquadrat AD 36 östlich von Kapelle 6 beigesetzt.
Walter Merz war verheiratet und hat zwei Söhne.